# Malîi Dîvlîn, Luhînî
Malîi Dîvlîn (în ucraineană Малий Дивлин) este un sat în comuna Velîkîi Dîvlîn din raionul Luhînî, regiunea Jîtomîr, Ucraina.

## Demografie
Componența lingvistică a localității Malîi Dîvlîn
     Ucraineană (98,42%)
     Română (1,05%)
     Alte limbi (0,53%)
Conform recensământului din 2001, majoritatea populației localității Malîi Dîvlîn era vorbitoare de ucraineană (98,42%), existând în minoritate și vorbitori de română (1,05%).